# William Collazo
William Collazo Gutiérrez (né le 31 août 1986 à Antilla, province de Holguín) est un athlète cubain  spécialiste du 400 mètres.

## Carrière
Il participe aux Championnats du monde 2007 ainsi qu'aux Athlétisme aux Jeux olympiques de 2008 mais est éliminé au stade des demi-finales. 
En 2009, le Cubain remporte son premier titre international à l'occasion des Championnats d'Amérique centrale et des Caraïbes de La Havane en battant son record personnel (44 s 96). Sélectionné dans l'équipe de Cuba lors des Championnats du monde de Berlin, il échoue aux portes de la finale en réalisant le neuvième temps des demi-finales en 44 s 93.
Le 13 mars 2010, William Collazo monte sur la deuxième marche du podium des Championnats du monde en salle de Doha, terminant derrière le Bahaméen Chris Brown et devant l'Américain Jamaal Torrance. Il établit à cette occasion la meilleure performance de sa carrière en salle avec 46 s 31.
À Xalapa, il bat le record des Jeux du relais 4 × 400 m, pour remporter le titre des Jeux d'Amérique centrale et des Caraïbes de 2014.

## Palmarès
| Date | Compétition                              | Lieu           | Résultat | Épreuve   |
| ---- | ---------------------------------------- | -------------- | -------- | --------- |
| 2005 | Championnats d'Am. cent. et des Caraïbes | Nassau         | 3e       | 4 × 400 m |
| 2007 | Jeux panaméricains                       | Rio de Janeiro | 4e       | 400 m     |
| 2008 | Championnats d'Am. cent. et des Caraïbes | Cali           | 1er      | 4 × 400 m |
| 2009 | Championnats d'Am. cent. et des Caraïbes | La Havane      | 1er      | 400 m     |
| 2009 | Championnats d'Am. cent. et des Caraïbes | La Havane      | 1er      | 4 × 400 m |
| 2010 | Championnats du monde en salle           | Doha           | 2e       | 400 m     |
| 2010 | Championnats Ibéro-américains            | San Fernando   | 2e       | 400 m     |
| 2011 | Jeux panaméricains                       | Guadalajara    | 1er      | 4 × 400 m |
| 2014 | Relais mondiaux de l'IAAF                | Nassau         | 5e       | 4 × 400 m |
| 2015 | Championnats NACAC                       | San José       | 3e       | 4 x 400 m |
| 2015 | Championnats du monde                    | Pékin          | 7e       | 4 × 400 m |
| 2017 | Relais mondiaux de l'IAAF                | Nassau         | 5e       | 4 x 400 m |
| 2017 | Championnats du monde                    | Londres        | 6e       | 4 x 400 m |

## Records
- 400 m (en plein air) : 44 s 93 (Berlin, 19 août 2009)
- 400 m (en salle) : 46 s 31 (Doha, 13 mars 2010)